# Arboga-Posten (1880)
Arboga-Posten, endagarstidning för Arboga stad och landsort utgiven från 19 november 1880 till 17 juni 1881. 
Utgivningsbevis för tidningen utfärdades för litteratören Olof Bergström 5 november 1880 . I sista numret 17 juni 1881  tillkännagavs att tidningen upphör och fortsättes av Nya Arboga Tidning. Tidningen kom ut å fredagar med 4 sidor i folioformat 45,7 x 32,5 cm. Prenumeration kostade 4 kr. Tidningen trycktes med antikva i Arboga hos P. E. Andersson till 10 juni 1881 och sista numret i Köping hos J. F. Säfberg.